# Spec-Sharp
Spec# ist eine von Microsoft Research entwickelte objektorientierte Programmiersprache, die eine Erweiterung zum etablierten C# ist.
Sie ist kostenlos und u. a. für die Entwicklungsumgebungen Microsoft Visual Studio 2003, 2005 und 2008 verfügbar und bildet zusätzlich den Grundstock für Sing#. Diese Sprache wurde für das Projekt Singularity entwickelt. Die Konzepte sind zum Teil als Code Contracts in Visual Studio 2010 eingeflossen.

## Konzept
Spec# ist eine Erweiterung von C# um Vorbedingungen, Nachbedingungen, Non-Null-Types und Objektinvarianzen. Die Methodenbedingungen werden durch Kontrakte abgebildet und erweitern damit die Metabeschreibung eines Objekts. Zusätzlich werden Checked Exceptions implementiert. Die Erweiterungen sind durch den Spec#-Compiler möglich. Für die Absicherung wurde ein Theorembeweiser mit dem Codenamen Boogie implementiert.

## Programmierbeispiel
Die folgenden Zeilen geben einen kleinen Einblick in den Aufbau und die Verwendung von Spec#. Hierbei handelt es sich um den Start-Quelltext, der von Visual Studio 2005 über den Projekt-Wizard für eine Konsolenanwendung generiert wird:
```
using
 
System
;

public
 
class
 
Program

{

    
static
 
void
 
Main
(
string
!
[]
!
 
args
)

    
// The following precondition is redundant with the type

    
// signature for the parameter, but shown here as an example.

    
requires
 
forall
{
int
 
i
 
in
 
(
0
:
args
.
Length
);
 
args
[
i
]
 
!=
 
null
};

    
{

        
Console
.
WriteLine
(
"Spec# says hello!"
);

    
}

}

```